# Mirifle
Mirifle és un clan de la confederació Rahanweyn, sovint considerats com els autentics rahanweyn, ja que els digil, l'altra gran clan que formaria els rahanweyn, podria ser un clan separat. Els mirifle són pastors i viuen als sud-oest de Somàlia.
Després de 1995 els interessos dels mirifle els representa l'Exèrcit de la Resistència Rahanweyn. La ciutat de Baidoa, feu dels mirifle, va quedar després del 1990 en mans del Moviment Democràtic Somali (MDS) de base digil-mirifle (Reewin o Rahenweyn). Els seguidors de Siad Barre la van ocupar el 1991 i els va disputar Muhammad Fara Hassan, àlies Aydid del Congrés de la Somàlia Unificada (era una disputa entre marehans i hawiyes). El 1992 va tornar al MDS. Va passar a la milícia dels habar gidir d'Aydid el 1995 i llavors es va formar l'Exèrcit de la Resistència Rahanweyn (ERR) liderat pel general Hasan Muhammad Nur àlies Shargudud, que amb ajut etíop va derrotar les forces d'Aydid a la batalla d'Hudur i va entrar a Baidoa el 6 de juny de 1999. L'estat autònom de Somàlia del Sud-oest va quedar establert l'1 d'abril del 2002.